# 숀 마
숀 마(Sean Maher, 1975년 4월 16일 ~ )는 미국의 배우이다.

## 출연 작품
- 틴 타이탄스: 유다의 계약 (2017)
- ISRA 88 (2016)
- 피플 유 메이 노우 (2016)
- 저스티스 리그 vs 틴 타이탄 (2016)
- 배트맨: 배드 블러드 (2016)
- 배트맨 vs. 로빈 (2015)
- BFFs (2014)
- 베스트 프렌즈 포에버 (2013)
- 헛소동 (2012)
- 더 플레이보이 클럽 (2011)
- 웨딩 워즈 (2006)
- 더 다이브 프럼 클라우센즈 피어 (2005)
- 리빙 틸 디 엔드 (2005)
- 세레니티 (2005)